# 박병옥 가옥 사랑채
박병옥 가옥 사랑채은 대한민국 전라남도 화순군 한천면 한계리에 있는, 조선시대의 건축물이다. 2005년 1월 15일 화순군의 향토문화유산 제21호로 지정되었다.